# Radhika Coomaraswamy
Radhika Coomaraswamy (sinh năm 1953) là Phụ tá Tổng thư ký Liên Hợp Quốc, phụ trách lĩnh vực Trẻ em vị thành niên trong Xung đột vũ trang. Tổng thư ký Liên Hợp Quốc Kofi Annan bổ nhiệm bà vào chức này từ tháng 4 năm 2006.

## Học vấn
Bà tốt nghiệp Trường Quốc tế Liên Hợp Quốc (United Nations International School) tại thành phố New York. Bà đậu bằng cử nhân ở Đại học Yale, bằng thạc sĩ luật học ở Đại học Harvard, bằng tiến sĩ luật ở Đại học Columbia.

## Sự nghiệp
Coomaraswamy - một luật sư và cựu chủ tịch Ủy ban Nhân quyền Sri Lanka – là một nhà bảo vệ nhân quyền nổi tiếng quốc tế, người đã làm Báo cáo viên đặc biệt của Liên Hợp Quốc về bạo hành đối với phụ nữ (Violence against Women) từ năm 1994 tới 2003.
Trong bản báo cáo của bà gửi cho Ủy ban Nhân quyền Liên Hợp Quốc, bà đã viết về nạn bạo hành gia đình, bạo hành trong cộng đồng, bạo hành đối với phụ nữ trong xung đột vũ trang và vấn đề buôn người quốc tế. Là người bảo vệ nữ quyền mạnh mẽ, bà đã nhân danh phụ nữ can thiệp tìm cách để các chính phủ làm sáng tỏ các vụ bạo hành đối với phụ nữ trên khắp thế giới. Bà cũng đã làm các chuyến viếng thăm thực địa ở Nhật Bản và Nam Triều Tiên về vấn đề "phụ nữ giải khuây", ở Rwanda, Colombia, Haiti và Indonesia về bạo hành đối với phụ nữ trong thời chiến, ở Ba Lan, Ấn Độ, Bangladesh và Nepal về vấn đề buôn người, ở Hoa Kỳ về phụ nữ trong nhà tù, ở Brasil về bạo hành gia đình, và ở Cuba về bạo hành đối với phụ nữ nói chung.

### Các bổ nhiệm
Coomaraswamy được bổ nhiệm làm chủ tịch Ủy ban Nhân quyền Sri Lanka trong tháng 5 năm 2003. Bà là thành viên của Ban giảng huấn Toàn cầu (Global Faculty) của Trường Luật đại học New York (New York University School of Law). Bà cũng dạy khóa học mùa hè ở New College, Oxford hàng năm về Nhân quyền quốc tế của Phụ nữ (International Human Rights of Women) từ năm 1996 tới 2006. Bà đã xuất bản nhiều tác phẩm, trong đó có 2 sách về luật Hiến pháp cùng nhiều bài viết về dân tộc học và cương vị của phụ nữ.
Tháng Giêng năm 2008, Liên Hợp Quốc yêu cầu cho Coomaraswamy - với cương vị đại diện cho trẻ em trong xung đột vũ trang - được tới quan sát phiên tòa án quân sự Hoa Kỳ xử binh sĩ vị thành niên Omar Khadr, nhưng bị từ chối.

## Giải thưởng và Vinh dự
- Giải thưởng Luật Quốc tế của Hiệp hội Luật sư Hoa Kỳ
- Giải thưởng Nhân quyền của International Human Rights Law Group
- Giải Bruno Kreisky năm 2000
- Giải Nhân quyền Leo Ettinger của Đại học Oslo
- Giải Cesar Romero của Đại học Dayton
- Giải William J. Butler của Đại học Cincinnati
- Giải Robert S. Litvack của Đại học McGill
- Bằng tiến sĩ danh dự của Amherst College
- Bằng tiến sĩ danh dự của Katholieke Universiteit Leuven,
- Bằng tiến sĩ danh dự của Đại học Edinburgh
- Bằng tiến sĩ danh dự của Đại học Essex
- Tháng 11 năm 2005, để nhìn nhận công lao phục vụ đất nước và thế giới của bà, tổng thống Sri Lanka phong cho bà chức Deshamanya (Niềm hãnh diện của Quốc gia), một danh hiệu cao quý hạng thứ nhì ở Sri Lanka.